# Instituto do Açúcar e do Álcool
O Instituto do Açúcar e do Álcool - ou IAA - foi uma autarquia da administração federal brasileira criada em 1º de junho de 1933 pelo presidente Getúlio Vargas, através do Decreto nº 22.789. Sua sede estava localizada na cidade do Rio de Janeiro. Foi extinto em 8 de maio de 1990 pelo presidente Fernando Collor de Mello por intermédio do decreto nº 99.240.
Seus objetivos eram orientar, fomentar e realizar o controle da produção de açúcar e álcool e de suas matérias-primas em todo o território nacional brasileiro.

## Criação
A criação do IAA consolidou a política intervencionista federal do presidente Getúlio Vargas na agroindústria sucroalcooleira do país; tal política tendo também início no seu governo. Por meio do instituto criado, a intervenção do governo federal, antes realizada de forma precária e por órgãos de emergência, passou a ser definitiva e atribuída a uma entidade permanente. No decorrer do tempo muitas outras atribuições lhe foram conferidas.
Um dos principais grupos apoiadores da sua criação era os usineiros, principalmente da Região Nordeste do Brasil, que, na época, encontrava-se em crise devido a uma superprodução no setor. A dificuldade socioeconômica e política vigente era a produção de açúcar que continuava excedendo as necessidades do consumo interno - o qual, na época, constituía basicamente seu único mercado. O mesmo fenômeno ocorria na maioria dos outros países, inviabilizando a exportação dos excedentes. Por outro lado, a produção do álcool só tornar-se-ia eficaz a médio prazo, além de requerer amparo governamental a curto prazo.

## Atuação
Até 1960 o IAA foi uma autarquia subordinada diretamente à Presidência da República, quando foi estabelecida sua dependência ao Ministério da Indústria e Comércio. O IAA possuía três destilarias centrais localizadas em Campos dos Goytacazes - no estado do Rio de Janeiro -, Cabo de Santo Agostinho - no estado de Pernambuco - e Ponte Nova - no estado de Minas Gerais.
A atuação regionalizada do IAA abrangia todo o país, dividido em duas regiões canavieiras: Norte-Nordeste e Centro-Sul. Os principais instrumentos de atuação foram: os planos anuais de defesa da safra de açúcar, do álcool e (em alguns momentos) da aguardente; que estabeleciam quotas de produção para destilarias e fornecedores de cana-de-açúcar. Como planos e programas de médio e longo prazo havia o Plano de Expansão da Indústria Açucareira Nacional(elaborado entre 1963 e 1964), o Programa Nacional de Melhoramento de Cana-de-Açúcar (Planalsucar) e o Programa de Racionalização da Agroindústria Açucareira (os dois últimos elaborados em 1971).
Em 1975, com a mundial Crise do petróleo, o governo brasileiro instituiu o Pró-álcool (Programa Nacional do Álcool) que, embora não fosse de autoria do instituto, tinha, em parte, influência do IAA na sua execução.

## A crise da década de 1980
O modelo nacionalista estatal passou a ser questionado com a crise econômica da década de 1980. O IAA passou a ser visto como um modelo de administração pouco econômico, capaz de sustentar a sobrevivência de qualquer usina ameaçada de falência, passando a administra-la e devolvendo-a, após sua recuperação financeira, ao seu proprietário. Com a falência do Pró-álcool, que se inviabilizou por má administração, o IAA chegou ao fim da década enfrentando escândalos relativos ao mal gerenciamento de recursos. Ao fim do governo do presidente José Sarney já existiam estudos determinando sua extinção, e de outros órgãos que estavam sendo apontados por promover sangria dos recursos públicos.

## Extinção
O IAA foi extinto dentro do programa de reformulação da máquina estatal do governo do presidente Fernando Collor de Mello. Com isso, iniciou-se o período de desregulamentação do setor, com a liberação das exportações e dos preços do açúcar e do álcool.
No entanto, o governo brasileiro continuou auxiliando financeiramente o setor através do BNDES (Banco Nacional de Desenvolvimento Econômico e Social) e do FAT (Fundo de Amparo ao Trabalhador). Atualmente, a única maneira de o governo intervir no mercado de álcool é por meio de medidas regulatórias de adição de álcool à gasolina.
A iniciativa privada precisou se organizar e fundou, em 1999, a Bolsa Brasileira de Álcool Ltda (BBA) para controlar a comercialização de todas as 170 usinas associadas, passando a ser responsável por 85% do álcool produzido na região Centro-Sul.